# 許廷光
許廷光（臺灣話：khóo tîng-kong，1861年5月—1929年），號凌槎，臺灣詩人、仕紳。臺灣清治時期臺南府城人，臺灣日治時期曾出任臺灣總督府評議員，1918年曾參與重修臺南孔廟。

## 生平

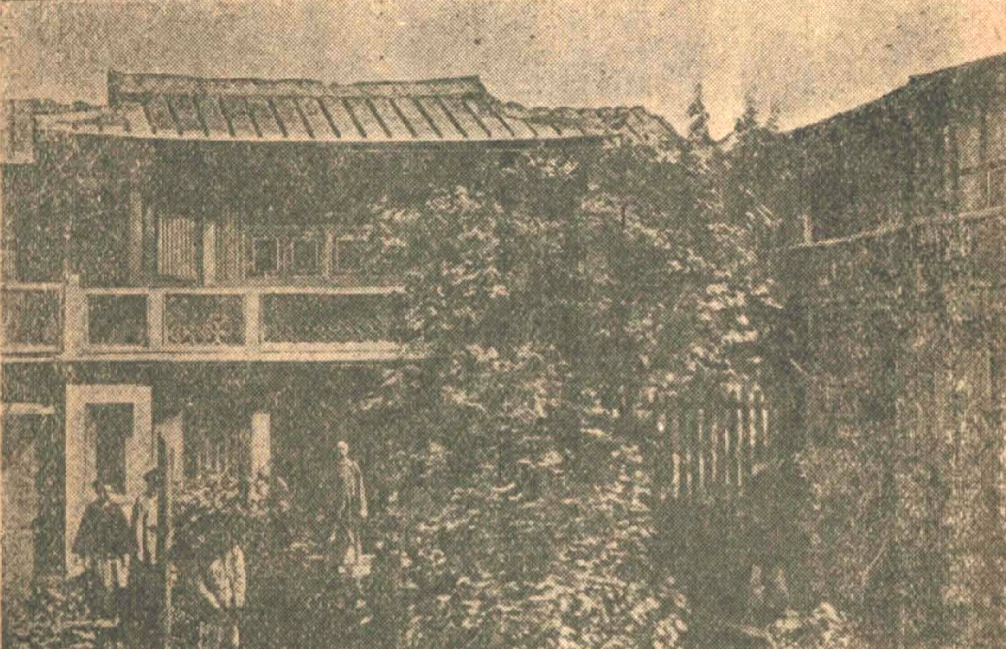
許廷光宅邸（浣紅閣）在1898年的樣貌

許廷光於1861年（清咸豐十一年）5月27日出生於臺南府城二老口街。:192《臺南州名士錄》則記為5月25日生。父親許朝華為恩貢生，候補同知。許廷光自幼入塾，光緒癸未科（九年，1883年）舉秀才，光緒十三年（1887年）補廩生。在光緒年間許廷光與胞兄舉人許廷崙進入以成書院，成為董事。
1895年（光緒二十一年、明治二十八年）乙未戰爭期間，駐守臺南的劉永福潛逃，臺南府城為日軍所攻。許廷光與蔡夢熊、楊鵬搏、陳修五等人代表市民，偕同牧師巴克禮、宋忠堅等人出城迎往見日將乃木希典，請其進駐。伏見宮貞愛親王於22日由大北門進入台南，於10月22日到12月8日之間即是住在許廷光位於二老口街的宅邸。
日軍接管臺南府城後，許廷光受任臺灣總督府囑託，明治三十年（1897年）4月獲臺灣總督配與紳章，後任臺南縣參事，明治三十一年（1898年）12月協助勸降抗日武裝領袖林少貓歸順，並派人潛伏溪州庄密繪地圖提供給總督府警察隊。三十二年（1899年）1月調查湖州庄附近「匪徒」襲擊狀況，報告總督府。:195許廷光歷任臺南縣教育幹事、臺南天然足會長、臺南西區區長、東區區長。大正四年（1915年）1月，許廷光與辜顯榮、林熊徵等人發起募集樺山資紀銅像募集建設基金。6月，許廷光獲藍綬褒章，同年至京都參加天皇即位大典授與勳六等瑞寶章。

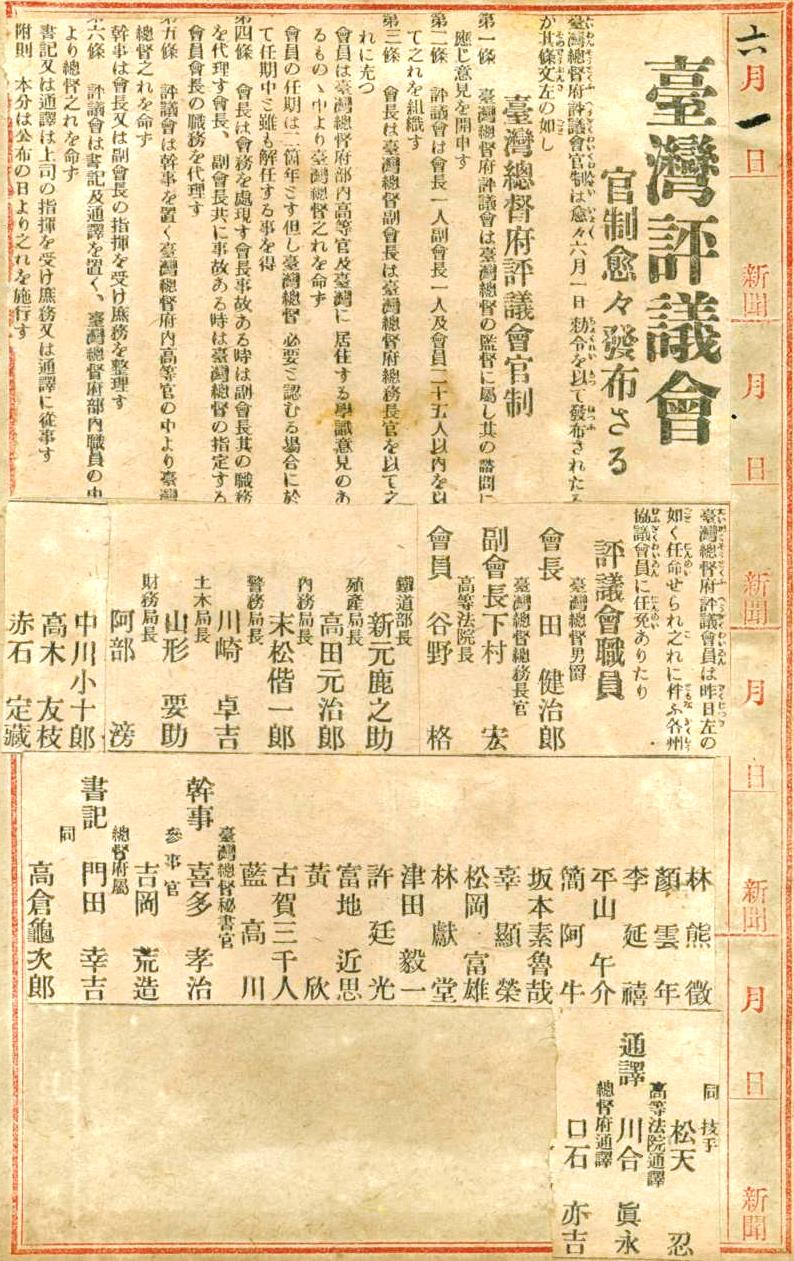
1921年總督府評議會成立，許廷光名列評議員之一。（會員名冊倒數第五者）

大正七年（1918年），臺南廳長枝德二提倡修復臺南孔子廟，許廷光參與發起，捐獻一百圓。:119並北上協商保存樂器、監製孔廟樂器。:127-128
大正十年（1921年）6月臺灣總督府評議會成立，許廷光與辜顯榮、李延禧、黃欣、林熊徵等人被任命為總督府評議會會員，為當時評議員中最年長者。大正十二年（1923年）4月，許廷光與林熊徵、陳中和敘勳四等瑞寶章。同年許廷光與辜顯榮、林熊徵、李延禧等發起「臺灣公益會」，以圖對抗臺灣文化協會，後又加入「有力者大會」，與由林獻堂所組織的「無力者大會」對峙。

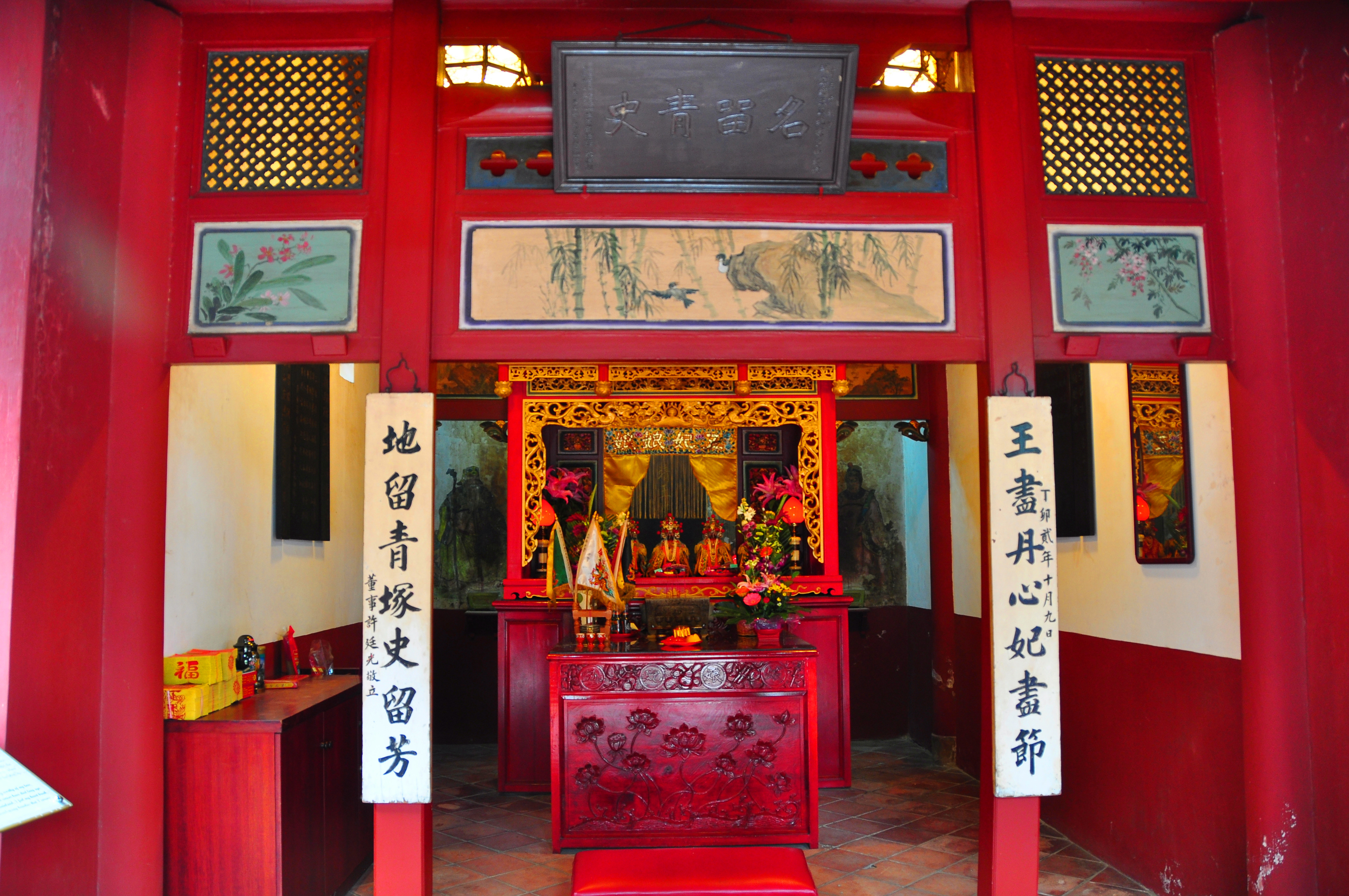
許廷光於五妃廟所撰聯文。

許廷光晚年蕭條潦倒不堪，產業也落入日營造廠湯川組（組頭湯川鹿造）。據全臺詩所載，許廷光卒於1929年。
國民黨政府統治臺灣後，許廷光因被視為親日的行為遭到非議。在歷史論述中將許廷光摒除在外，連帶將其維護孔廟的努力也一併淡化。:133

## 作品
全臺詩收有許廷光詩作22首。

### 歡迎兒玉督憲南巡頌德詩 （之一）
旌旗掩映小南城，儀仗森嚴入眼明。共仰福星輝赤崁，定能霖雨遍蒼生。
將軍大樹千年茂，召伯甘棠百里賡。遮道群黎頻引領，依光先已慰歡迎。

### 恭懷故能久王殿下
賢王謀略濟時才，輦轂西游去不回。
犵草蠻花齊下淚，歐風美雨有餘哀。

### 新年言志
萬千氣象紀元新，書正開宗第一春。我願誨蒙憑養正，教成忠愛大和民。 （之一）
從頭甲子歲更新，旭日光華元旦春。我願善鄰聯震旦，和親康樂太平民。 （之二）